# Mamadou Zongo
Mamadou Zongo (Spitzname: Bebeto; * 8. Oktober 1980 in Bobo-Dioulasso, Obervolta, heute Burkina Faso) ist ein ehemaliger Fußballspieler und jetziger -Trainer aus dem westafrikanischen Staat Burkina Faso.

## Karriere
Nach einer erfolgreichen Saison bei seinem Heimatverein Racing Club Bobo-Dioulasso wechselte Zongo zu ASEC Abidjan in der Elfenbeinküste. Erste Station in Europa war dann Vitesse Arnheim in den Niederlanden. Immer wieder musste Zongo längere Verletzungspausen einlegen. Über De Graafschap wechselte er 2006 in die zweite griechische Liga zu Ethnikos Piräus. Nach einer Saison zog es ihn weiter nach Rumänien zu Universitatea Cluj. Im Frühjahr 2008 wechselte er in seine Heimat Burkina Faso zu ASFA-Yennenga Ouagadougou. Dort beendete er 2011 seine Karriere.

### International
Zongo nahm für die burkinische Nationalmannschaft an der Afrikameisterschaft 2000 teil. Er spielte zwischen 1996 und 2005 in 21 Länderspielen für Burkina Faso.

### Trainer-Karriere
Nach dem Ende seiner Karriere wurde er am 8. April 2013 Trainer des burkinischen Premier-League-Vereines Santos FC Ouagadougou.